# Глинени голубови (филм из 2007)
Глинени голубови (енгл. „Lions for Lambs“) је америчка филмска драма из 2007. Тема филма је рат у Авганистану виђен очима америчких војника, америчког сенатора, професора са једног калифорнијског колеџа и новинарке. Филм је имао слаб комерцијални успех, а добио је и негативне оцене критике.

## Улоге
| Глумац         | Улога                 |
| -------------- | --------------------- |
| Том Круз       | сенатор Џаспер Ирвинг |
| Мерил Стрип    | Џанин Рот             |
| Роберт Редфорд | проф. Стивен Мали     |
| Мајкл Пења     | Ернест Родригез       |
| Дерек Лук      | Финч                  |
| Питер Берг     | поручник Фалко        |
| Ендру Гарфилд  | Тод                   |